# 花小金井
花小金井（はなこがねい）は、東京都小平市の町名。現行行政地名は花小金井一丁目から花小金井八丁目。郵便番号は187-0002。

## 地理
小平市北東部に位置する。東は西東京市芝久保町、南は小平市花小金井南町、小平市鈴木町、西は小平市大沼町、小平市天神町、北は東久留米市滝山、東久留米市弥生、東久留米市前沢、東久留米市南町、と接している。

## 概要
小金井公園の最寄駅、花小金井駅の北側一帯にあたる。駅名は玉川上水両岸の小金井桜に因んだもので、1927年の旧西武鉄道村山線（現・新宿線）開業時に付けられた。
地名は1962年10月1日の市制施行と同時に命名されたものである（もともとの地名は野中新田や鈴木新田）。春の時期は小金井公園に限らず街中に桜が咲き乱れる。NTTの市外局番は武蔵野MAであり、旧0424地区（西東京・清瀬・調布など）・現0422地区（武蔵野・三鷹）とは市内通話の扱いになる一方、同じ小平市内でも旧0423区域（花小金井、花小金井南町を除くすべての地域）とは市外通話となり、市役所本庁に電話をかける場合も市外通話である。なお、本項では、花小金井一丁目～八丁目を扱い、花小金井南町一丁目～三丁目については花小金井南町を参照されたい。

### 地価
住宅地の地価は、2017年（平成29年）1月1日の公示地価によれば、花小金井1-15-10の地点で30万4000円/m2となっている。小平市内で最も地価が高い。

## 歴史
かつては野中新田与右ヱ門組であった。1889年（明治22年）に周辺町村と合併し小平村となった。
町名は、花小金井駅から来ている。

### 沿革
- 2012年10月1日に住居表示未実施だった花小金井五丁目・六丁目の各一部と大沼町、天神町の一部での実施に伴い、花小金井七丁目と花小金井八丁目が誕生した[7]。

## 世帯数と人口
2018年（平成30年）1月1日現在の世帯数と人口は以下の通りである。
| 丁目           | 世帯数    | 人口     |
| -------------- | --------- | -------- |
| 花小金井一丁目 | 1,932世帯 | 4,015人  |
| 花小金井二丁目 | 1,326世帯 | 2,785人  |
| 花小金井三丁目 | 1,071世帯 | 2,452人  |
| 花小金井四丁目 | 1,101世帯 | 2,587人  |
| 花小金井五丁目 | 1,547世帯 | 3,287人  |
| 花小金井六丁目 | 1,078世帯 | 1,985人  |
| 花小金井七丁目 | 1,131世帯 | 2,792人  |
| 花小金井八丁目 | 581世帯   | 1,350人  |
| 計             | 9,767世帯 | 21,253人 |

## 小・中学校の学区
市立小・中学校に通う場合、学区は以下の通りとなる。
| 丁目           | 番地                | 小学校                   | 中学校                   | 調整区域（選択可能な学校）                      |
| -------------- | ------------------- | ------------------------ | ------------------------ | ----------------------------------------------- |
| 花小金井一丁目 | 32番1〜6号 33〜50番 | 小平市立花小金井小学校   | 小平市立花小金井南中学校 |                                                 |
| 花小金井一丁目 | その他              | 小平市立小平第五小学校   | 小平市立花小金井南中学校 | 小平市立花小金井小学校                          |
| 花小金井二丁目 | 全域                | 小平市立小平第十一小学校 | 小平市立小平第六中学校   | 小平市立小平第五小学校 小平市立花小金井南中学校 |
| 花小金井三丁目 | 全域                | 小平市立小平第十一小学校 | 小平市立小平第六中学校   | 小平市立花小金井南中学校                        |
| 花小金井四丁目 | 全域                | 小平市立小平第十一小学校 | 小平市立小平第六中学校   |                                                 |
| 花小金井五丁目 | 全域                | 小平市立小平第十一小学校 | 小平市立小平第六中学校   |                                                 |
| 花小金井六丁目 | 13〜43番            | 小平市立小平第五小学校   | 小平市立花小金井南中学校 |                                                 |
| 花小金井六丁目 | その他              | 小平市立小平第五小学校   | 小平市立小平第三中学校   | 小平市立花小金井南中学校                        |
| 花小金井七丁目 | 全域                | 小平市立小平第五小学校   | 小平市立小平第三中学校   | 小平市立花小金井南中学校                        |
| 花小金井八丁目 | 2〜10番             | 小平市立小平第十一小学校 | 小平市立小平第六中学校   |                                                 |
| 花小金井八丁目 | その他              | 小平市立小平第十一小学校 | 小平市立小平第六中学校   |                                                 |

## 交通

### 鉄道
| 街区内の駅                     |
| ------------------------------ |
| 西武新宿線 - 花小金井駅(SS 18) |

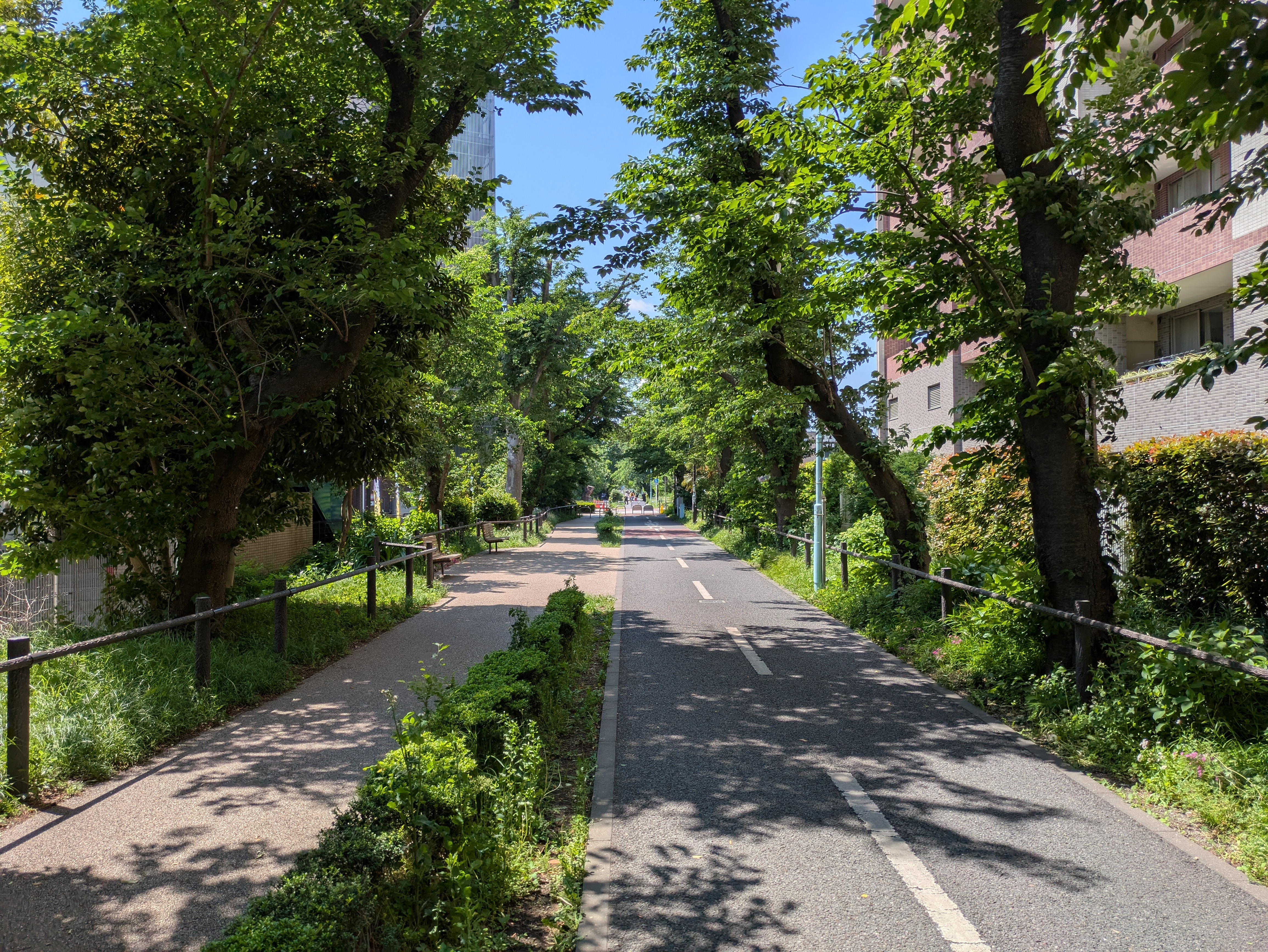
花小金井駅付近の多摩湖自転車歩行車道

- 西武新宿線「花小金井駅」が一丁目に所在する。

### バス
- 都営バス - 梅70系統が花小金井駅北口から青梅街道を青梅車庫（青梅市）まで運行する。
- 西武バス - 小金井街道上を南北に走る路線を中心に、一部青梅街道（小金井街道経由の路線は花小金井交差点から出入り）や東京街道（小金井街道の北野中交差点から西へ）を走行する。武蔵小金井駅発着路線は基本的に小金井街道上の「花小金井駅入口」（西友花小金井店前）を経由し、花小金井駅へは同駅起終点となる路線が中心である。東久留米駅（東久留米市）、清瀬駅（清瀬市）、昭和病院を経由して小平駅、滝山団地・滝山営業所・久留米西団地（ともに東久留米市）、吉祥寺駅（武蔵野市）と各方面へ路線が延びている。このうち、吉祥寺駅や小平駅方面を除き、経路が複数ある。
  - 武12系統・武13系統・武15系統・武21系統・吉64系統・花01・花02系統・清03系統・武17系統の各路線
- 関東バス - 花小金井駅を起点とする路線を運行する。西東京市のコミュニティバスであるはなバス第4ルートが田無駅（西東京市）まで2経路で運行。多摩六都科学館へは北ルートが経由するが、同館へは臨時便（花09・10系統）も存在する。なお、南口（花小金井南町）からは武蔵境駅への境16系統もあるが本数は少ない。
- 立川バス - 寺51・寺51-1・寺55・寺56系統 - 国分寺駅（国分寺市）と花小金井駅、昭和病院を結ぶ。寺56系統は昭和病院から西へ進み、大沼町一丁目にある大沼団地まで運行する。
- 小平市コミュニティタクシー（ぶるべー号）
  - 大沼町ルートが小平駅入口から昭和病院を結ぶ路線を平日に運行。域内では五丁目と八丁目を経由している。
  - 鈴木町ルートが花小金井駅南口から六丁目、七丁目および鈴木町を循環する路線を平日に運行している。

### 道路
- 小金井街道 東京都道15号府中清瀬線
- 東京街道 東京都道227号小平停車場野中新田線
- 青梅街道・新青梅街道 東京都道5号新宿青梅線 ※都営バスの梅70系統（花小金井駅北口～青梅車庫）が運行
- 東京都道253号保谷狭山自然公園自転車道線（多摩湖自転車歩行者道）

## 施設

### 花小金井一丁目
- 西武新宿線花小金井駅（花小金井1-10-5）
- いなげや花小金井駅前店（2004年に拓殖大学第一高等学校が玉川上水に移転した跡地）
  - イオン銀行いなげや花小金井駅前店出張所(ATM)
  - リブロ花小金井店（花小金井で唯一の新刊書店）
- 警視庁小平警察署花小金井駅前交番（1丁目～2丁目、6丁目～7丁目（1～18番は除く）全域を管轄。3丁目～5丁目、8丁目全域は大沼町交番、7丁目1～18番は小平駅前交番が管轄）
- 小平市役所東部出張所
- 小平市東部市民センター（二次避難所(福祉避難所)）
- 小平市立花小金井図書館
- 小平市立花小金井小学校（いっとき避難場所・避難所）
- 西武バス花小金井駅北口案内所
- 西友花小金井店
- 東京都小平児童相談所
- 東京都小平合同庁舎（主税局小平都税支所、水道局小平サービスステーション、産業労働局中央農業改良普及センター本所、都市整備局多摩建築指導事務所、教育庁西部学校経営支援センター支所が入居）
- 東京都小平保健所
- ドコモショップ花小金井駅前店（平成19年、ドコモスポットから“昇格”）
- エアーズカフェ花小金井店（花小金井で唯一のネットカフェ）
- ドトールコーヒー花小金井店
- 日本バプテスト連盟花小金井キリスト教会
- 野中山 円成院（黄檗宗）
- 花小金井愛育園（保育園、社会福祉法人希望会）
- ファミリーマート花小金井駅北口店
- マクドナルド花小金井駅前店
- マツモトキヨシ花小金井駅北口店
- 松屋花小金井駅前店
- すき家花小金井駅北口店
- 三井住友銀行花小金井支店 ←【変遷】さくら（同）←太陽神戸三井（同）←三井（同）←東都銀行（同）
- 三菱UFJ銀行田無支店花小金井駅前出張所（ATM)
- みずほ銀行田無支店花小金井駅出張所（ATM） 駅改札階
- 無上山 広説寺（日蓮正宗）
- 日本郵便株式会社花小金井駅前郵便局（無集配局、風景印配備局）
- りそな銀行花小金井支店 ←【変遷】りそな・小平支店花小金井出張所←りそな・井荻支店（同）←大和・井荻支店（同）←大和銀行花小金井支店
- ※ゆうちょ銀行本店西武新宿線花小金井駅出張所（ATM）
- ※りそな銀行花小金井駅南口出張所（ATM）※どちらも南口階段下にあるが、所在地は花小金井南町一丁目ではなく、花小金井一丁目である（駅住所と同じ）
- りんどう幼稚園（宗教法人圓成院）
- ミッキーハウスほいく園（認証保育所）
- 民間学童はなこクラブ（こども預り）

### 花小金井二丁目
- 小平花小金井幼稚園・さくらんぼ保育園（学校法人花小金井学園 認定こども園）
- 法善寺（浄土真宗本願寺派）
- 立正佼成会小平教会
- ファミリーマート小平花小金井二丁目店

### 花小金井三丁目
- 市立花小金井北地域センター（二次避難所(福祉避難所)）
- 小平・西東京住宅公園
- セブン-イレブン小平東京街道店
- 学校法人東亜学園高等学校小平総合グラウンド
- すき家新青梅街道花小金井店
- 生活協同組合コープみらい花小金井店（東久留米市前沢三丁目にまたがる）
- しまむら花小金井店（東久留米市前沢三丁目にまたがる）
- 特別養護老人ホーム さくらの野杜（二次避難所(福祉避難所)）（社会福祉法人七日会）
- ココファン・ナーサリー花小金井（保育園、株式会社学研ココファン・ナーサリー）
- サニー農園
- トレジャー・ファクトリー花小金井店
- 焼肉ダイニング ワンカルビ花小金井店
- 珈琲所コメダ珈琲店花小金井店
- キャスティング東久留米店
- 東都生協小平センター

### 花小金井四丁目
- 小平市高齢者デイサービスセンター（さわやか館内、社会福祉法人竹恵会）
- ザ・ダイソー花小金井店
- 市立高齢者館（さわやか館）（二次避難所(福祉避難所)）（社会福祉法人小平市社会福祉協議会）
- 小平市立小平第十一小学校（いっとき避難場所・避難所）
- 西武信用金庫花小金井支店
- 学校法人弥生台幼稚園
- セブン-イレブン小平花小金井4丁目店
- ゆず庵花小金井店
- 花小金井にこにこ保育園（社会福祉法人豊仁会）
- ファミリーマート花小金井四丁目店
- 日本キリスト兄弟団弥生台キリスト教会
- 花小金井四丁目市民広場
- 小平市消防団第五分団詰所（三・四丁目、二・五丁目の北地域、八丁目の一部を担当）
- 北多摩陸軍通信所跡（東久留米市前沢五丁目にまたがる。東久留米市部分は同市が2014年(平成26年)に旧跡指定）

### 花小金井五丁目
- ローソンストア100花小金井店（なお、かつての運営会社である九九プラスの本部は市内（学園東町）にあった）
- 市立花小金井北公民館（図書館花小金井北分室を併設）
- 市立花小金井保育園
- 病児・病後児保育室あいびー
- セブン-イレブン小平武道館前店
- ピーシーデポコーポレーション「PC DEPOT」花小金井店
- ハードオフコーポレーション「HARD・OFF」花小金井店
- 小平市地域包括支援センター 小平健成苑 花小金井出張所（社会福祉法人平心会）
- ねこじたゴリラ堂（中古絵本専門店）

### 花小金井六丁目
- サイゼリヤ花小金井店
- 小平市立小平第五小学校（いっとき避難場所、避難所）
- 市立東部公園
- セブン-イレブン花小金井6丁目店
- ローソンストア100小平花小金井六丁目店
- ファミリーマート小平小金井街道店
- 東京消防庁小平消防署花小金井出張所
- 日本キリスト改革派教会花小金井教会
- ブックオフコーポレーション「BOOK・OFF」花小金井店
- アスク花小金井保育園（株式会社日本保育サービス）
- 特別養護老人ホーム 健成苑はなこがねい（社会福祉法人平心会）
- ひかりが丘児童公園

### 花小金井七丁目

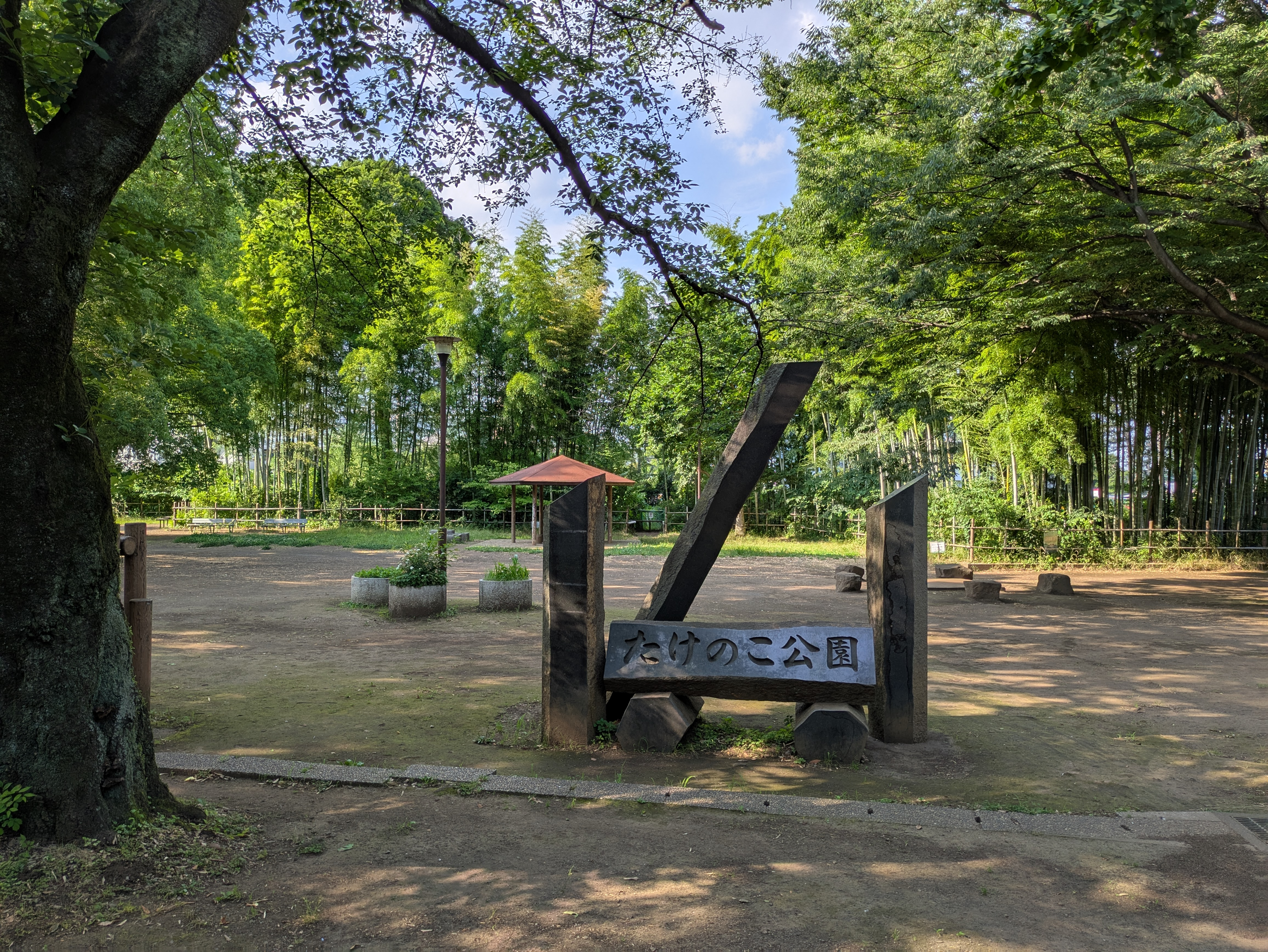
たけのけ公園 (小平市花小金井)(2025年6月)

七丁目は2012年10月1日に住居表示により花小金井六丁目の西側と天神町一丁目の東側をもって新設（旧花小金井六丁目の西武新宿線以南かつ野中通りより西側、旧天神町一丁目の青梅街道以南かつ天神通りより東側の地域）。
- たけのこ公園（旧花小金井六丁目・旧天神町一丁目にまたがる）
- 三菱電機ビルテクノサービス人材開発センター（同上）（市が施設を借用し、市民がテニスコート、体育館を利用できる）
- 丸亀製麺小平店（旧天神町一丁目）
- このはな保育園（社会福祉法人小松福祉会）

### 花小金井八丁目
八丁目は2012年10月1日に住居表示により花小金井五丁目、天神町二丁目、大沼町一丁目の各一部をもって新設（西武新宿線・青梅街道・六中通り・野中通り・東京街道に囲まれた地域）。北側の一部は東久留米市弥生二丁目が食い込む形になっている。
- 公立昭和病院（旧天神町二丁目）
  - セブン-イレブン公立昭和病院店（24時間営業だが、院外からの直接の出入りは7：00～20：00。時間外は守衛室で記帳後に入店）
  - 西武信用金庫花小金井支店昭和病院出張所（ATM）
- 知的障害者生活介護・施設入所支援施設 小平福祉園（社会福祉法人武蔵野会）（旧天神町二丁目）
- 丸井総合グラウンド・研修センター（いっとき避難場所）（旧花小金井五丁目）
- 市立花小金井武道館（旧花小金井五丁目）
- 武蔵野神社（旧花小金井五丁目）
- 生活クラブ生協東京小平センター（旧花小金井五丁目）
- 鹿島建設小平社宅テラハウスコダイラ（旧花小金井五丁目）
- 日本郵便株式会社小平花小金井五郵便局（旧花小金井五丁目）（無集配局、風景印配備局）